# تاتش تنس
تاتش تنس (بالإنجليزية: touchtennis)‏، هي نسخة معدلة من التنس يتم اللعب فيها بكرات رخوة وداخل ملعب قصير. تم بث مقابلاتها على قناة سكاي سبورت بانتظام مما زاد من شعبيتها كبديل للتنس. ويمارس اللعبة مجموعة من لاعبي رابطة محترفي التنس الرياضة كجيف تارانغو وكريس إيتون.

## التاريخ
اكتشف رشيد أحمد رياضة تاتش تنس كوسيلة لتسلية ابنته الصغيرة في حديقة منزله. وتم تطوير الرياضة لتشمل نظام الجولات والبطولات الأربع الكبرى وكذلك الماجستير وغيرها من البطولات التي تقدم نقاط للتصنيف.

## وصلات خارجية
- موقع تاتش تنس touchtennis.